# فوردز (نیوجرسی)
فوردز (به انگلیسی: Fords) یک منطقهٔ مسکونی در ایالات متحده آمریکا است که در وودبریج، نیوجرسی واقع شده‌است. فوردز ۶٫۸۳۰ کیلومتر مربع مساحت و ۱۵٬۱۸۷ نفر جمعیت دارد و ۴۲ متر بالاتر از سطح دریا واقع شده‌است.